# Amt Mittleres Nordfriesland
L’amt Mittleres Nordfriesland est un amt, c'est-à-dire une forme d'intercommunalité du Schleswig-Holstein, dans l'arrondissement de Frise-du-Nord, dans le Nord de l'Allemagne. Il regroupe 19 municipalités et 21 175 habitants au 31 décembre 2021.

## Source de la traduction
- (de) Cet article est partiellement ou en totalité issu de l’article de Wikipédia en allemand intitulé « Amt Mittleres Nordfriesland » (voir la liste des auteurs).